# تيم كوفي
تيم كوفي (بالإنجليزية: Jimmy Coffey)‏ هو لاعب كرة قدم أيرلندي، ولد في القرن 20 في دبلن في جمهورية أيرلندا، وتوفي في 8 نوفمبر 1999. شارك مع منتخب جمهورية أيرلندا لكرة القدم. أما مع النوادي، فقد لعب مع نادي درومكوندرا ‏.

## وصلات خارجية
- تيم كوفي على موقع ناشيونال فوتبول تيمز (الإنجليزية)